# Alojzy Grozde
Alojzy Grozde, właśc. słoweń. Lojze Grozde (ur. 27 maja 1923 w Zgornje Vodale, zm. 1 stycznia 1943 w Mirnie) – słoweński pisarz, poeta oraz członek Akcji Katolickiej, męczennik chrześcijański i błogosławiony Kościoła rzymskokatolickiego.
Był nieślubnym dzieckiem. Gdy miał 4 lata, w 1927 roku jego matka wyszła za mąż za Józefa Kovaca, z którym miała dziewięcioro dzieci. Z uwagi na złe traktowanie przez ojczyma zaopiekowała się nim ciotka. W roku 1936 Alojzy wstąpił do Akcji Katolickiej i Sodalicji Mariańskiej.
W dniu 1 stycznia 1943, wracając do domu, zginął za wiarę. Został zamordowany przez partyzantów, mając zaledwie 19 lat. Pochowano go na cmentarzu Sentrupert.
Beatyfikowany został przez papieża Benedykta XVI w dniu 13 czerwca 2010 roku.